# Now Apocalypse
Now Apocalypse è una serie televisiva statunitense ideata e diretta da Gregg Araki che ne è anche lo sceneggiatore insieme a Karley Sciortino e il produttore esecutivo con Steven Soderbergh e Gregory Jacobs.
La serie è stata trasmessa su Starz dal 10 marzo al 12 maggio 2019. In Italia è stata distribuita dal 28 giugno 2019 sul servizio streaming Starz Play.

## Trama
Ulysses e i suoi amici Carly, Ford e Severine sono impegnati in varie missioni di amore, sesso e fama a Los Angeles. Tra avventure di app per incontri sessuali e romantici, Ulysses diventa sempre più inquieto come presagio di sogni premonitori che gli fanno chiedere se stia arrivando una specie di cospirazione oscura e mostruosa.

## Episodi
| Stagione       | Episodi | Prima TV USA | Pubblicazione Italia |
| -------------- | ------- | ------------ | -------------------- |
| Prima stagione | 10      | 2019         | 2019                 |

## Personaggi e interpreti

### Principali
- Ulysses Zane, interpretato da Avan Jogia
- Carly Carlson, interpretata da Kelli Berglund
- Ford Halstead, interpretato da Beau Mirchoff
- Severine, interpretata da Roxane Mesquida

### Ricorrenti
- Lars, interpretato da Evan Hart
- Klaus, interpretato da Taylor Hart
- Gabriel, interpretato da Tyler Posey
- Jethro, intrepretato da Desmond Chiam
- Barnabas, interpretato da Kevin Daniels
- Amber, interpretata da Grace Victoria Cox
- Frank, intrepretata da Mary Lynn Rajskub
- Kai, interpretato da Chris Aquilino
- Magenta, interpretata da Avra Friedman
- Leif, interpretato da RJ Mitte
- Mitchell Kent, interpretato da Henry Rollins
- Senzatetto, interpretato da James Duval
- Isaac, interpretato da Jacob Artist

## Produzione

### Sviluppo
Il 26 marzo 2018, è stato annunciato che Starz aveva ordinato una prima stagione completa di 10 episodi. La serie è scritta da Gregg Araki e Karley Sciortino. Araki, inoltre, è anche produttore esecutivo insieme a Steven Soderbergh e Gregory Jacobs. Il 10 dicembre 2018, è stato annunciato che la serie avrebbe debuttato il 10 marzo 2019.
Il 26 luglio 2019, la serie è stata cancellata dopo una sola stagione.

### Casting
Nel giugno 2018, fu annunciato che Avan Jogia, Kelli Berglund, Beau Mirchoff e Roxane Mesquida si erano uniti al cast principale e che Evan Hart, Taylor Hart, Tyler Posey, Jacob Artist, Chris Aquilino, Desmond Chiam, RJ Mitte e Grace Victoria Cox erano stati scelti in ruoli ricorrenti. Il 2 luglio 2018, è stato annunciato che Kevin Daniels e Avra Friedman erano stati scelti per recitare nel cast ricorrente.

### Riprese
Le riprese dei 10 episodi sono durate 40 giorni.

## Promozione

### Marketing
Il 16 gennaio 2019 è stato pubblicato il primo trailer della serie.

## Distribuzione

### Anteprima
I primi 2 episodi sono stati presentati durante il Sundance Film Festival 2019.

## Accoglienza

### Critica
La serie è stata accolta in maniera mista dalla critica. Sull'aggregatore di recensioni Rotten Tomatoes ha un indice di gradimento del 55% con un voto medio di 5,48 su 10, basato su 11 recensioni. Il commento consensuale del sito recita: "Sposando lo stile vivace di Gregg Araki, con cospirazioni inebrianti e allusioni letterarie, l'estetica corporea di Now Apocalypse e la riflessione filosofica potrebbero rivelarsi troppo volutamente insoliti e sgradevoli per alcuni". Su Metacritic, invece ha un punteggio di 59 su 100, basato su 7 recensioni.